# 少年映画劇場
『少年映画劇場』（しょうねんえいがげきじょう）は、1966年1月9日から1973年4月1日までNHK総合テレビが4期にわたって編成していたテレビ番組放送枠である。日本国外で制作された子供向けのドラマ、アニメ、人形劇、ドキュメンタリーを放送していた。

## 放送時間
いずれも日本標準時。
- 日曜 18:00 - 18:50 （第1期：1966年1月9日 - 1966年4月3日）
- 日曜 18:00 - 18:50 （第2期：1967年4月9日 - 1967年8月20日）
- 日曜 18:00 - 18:50 （第3期：1968年6月9日 - 1968年10月6日）
- 日曜 18:05 - 18:50 （第4期：1969年4月13日 - 1973年4月1日）

## 放送番組一覧
| 放送開始日     | 放送終了日     | 番組                       | 番組                       | 番組                       |
| -------------- | -------------- | -------------------------- | -------------------------- | -------------------------- |
| 1966年01月09日 | 1966年04月03日 | 単発作品                   | 単発作品                   | 単発作品                   |
| 1966年04月10日 | 1967年04月02日 | サンダーバード【枠外番組】 | サンダーバード【枠外番組】 | サンダーバード【枠外番組】 |
| 1967年04月09日 | 1967年08月27日 | 森林警備隊                 | 太陽の島々                 | 太陽の島々                 |
| 1967年09月03日 | 1968年05月26日 | タイムトンネル【枠外番組】 | タイムトンネル【枠外番組】 | タイムトンネル【枠外番組】 |
| 1968年06月09日 | 1968年10月06日 | 世界探検旅行               | 太陽の島々                 | 太陽の島々                 |
| 1968年10月13日 | 1969年04月06日 | アフリカ大牧場【枠外番組】 | アフリカ大牧場【枠外番組】 | アフリカ大牧場【枠外番組】 |
| 1969年04月13日 | 1969年08月17日 | 世界探検旅行               | ガリバーと小人たち         | ガリバーと小人たち         |
| 1969年08月24日 | 1969年10月05日 | 短期・単発作品             | 短期・単発作品             | 短期・単発作品             |
| 1969年10月12日 | 1969年12月07日 | 動物王国                   | 宇宙わんぱく隊             | がんばれモビー             |
| 1969年12月14日 | 1970年01月25日 | 動物王国                   | 宇宙わんぱく隊【2本】      | 宇宙わんぱく隊【2本】      |
| 1970年02月01日 | 1970年06月07日 | 動物王国                   | 弱虫クルッパー             | 弱虫クルッパー             |
| 1970年06月14日 | 1970年10月11日 | 動物王国                   | ペネロッピー絶体絶命       | ペネロッピー絶体絶命       |
| 1970年10月18日 | 1970年11月08日 | 進めや進め!スモーキー      | 動物王国                   | 動物王国                   |
| 1970年11月15日 | 1971年02月21日 | 進めや進め!スモーキー      | ロンドン指令X              | ロンドン指令X              |
| 1971年02月28日 | 1971年04月04日 | 単発作品                   | 単発作品                   | 単発作品                   |
| 1971年04月11日 | 1971年09月05日 | スカイホーク               | ぼくらのナニー             | ぼくらのナニー             |
| 1971年09月12日 | 1972年01月23日 | 逃げろや逃げろ大レース     | ぼくらのナニー             | ぼくらのナニー             |
| 1972年01月30日 | 1972年04月02日 | ドリトル先生航海記         | ぼくらのナニー             | ぼくらのナニー             |
| 1972年04月09日 | 1972年06月04日 | ドリトル先生航海記         | エンデバー号の探検         | エンデバー号の探検         |
| 1972年06月11日 | 1972年09月24日 | くまくんトリオ大脱走       | エンデバー号の探検         | エンデバー号の探検         |
| 1972年10月01日 | 1972年12月24日 | くまくんトリオ大脱走       | サーカス・ポリー           | サーカス・ポリー           |
| 1973年01月07日 | 1973年02月04日 | 寒い国の動物たち           | サーカス・ポリー           | サーカス・ポリー           |
| 1973年02月11日 | 1973年04月01日 | 短期・単発作品             | 短期・単発作品             | 短期・単発作品             |

## 短期・単発作品

### 1966年
- 期間：1966年1月9日 - 1966年4月3日
- 時間：日曜日 18:00 - 18:50（50分）
- 制作
  - アーサーランク・プロダクション（英語版）
  - Children's Film Foundation（英語版）

| 放送日         | タイトル             |
| -------------- | -------------------- |
| 1966年01月09日 | 消えた飛行機         |
| 1966年01月16日 | 秘密の逃げ道         |
| 1966年01月23日 | 走れ ぼくの機関車    |
| 1966年01月30日 | ベンドラゴン城の竜   |
| 1966年02月06日 | パパは名ドライバー   |
| 1966年02月13日 | いばりん坊アンディ   |
| 1966年02月20日 | 小さな空の英雄       |
| 1966年02月27日 | ジョニーの脱走       |
| 1966年03月06日 | あこがれの峰にいどむ |
| 1966年03月13日 | トトと密猟者         |
| 1966年03月20日 | バンガラ救助隊       |
| 1966年03月27日 | 犬とダイヤモンド     |
| 1966年04月03日 | ハイゲイト池の怪竜   |

### 1969年
- 期間：1969年8月24日 - 1969年10月5日
- 時間：日曜日 18:05 - 18:49（44分）

| 放送日         | タイトル              |
| -------------- | --------------------- |
| 1969年08月24日 | いたずら幽霊          |
| 1969年08月31日 | ドラゴン号の秘密 前編 |
| 1969年09月07日 | ドラゴン号の秘密 後編 |
| 1969年09月14日 | マルタ島の宝 前編     |
| 1969年09月21日 | マルタ島の宝 後編     |
| 1969年10月05日 | 子馬ギャング団        |

### 1971年
- 期間：1971年2月28日 - 1971年4月4日
- 時間：日曜日 18:05 - 18:49（44分）

| 放送日         | タイトル       |
| -------------- | -------------- |
| 1971年02月28日 | ぼくのライオン |
| 1971年03月07日 | サマー島の冒険 |
| 1971年03月14日 | いたずら小馬   |
| 1971年04月04日 | 小さな探偵狂   |

### 1973年
- 期間：1973年2月11日 - 1973年4月1日
- 時間：日曜日 18:05 - 18:49（44分）

| 放送日         | タイトル                   |
| -------------- | -------------------------- |
| 1973年02月11日 | ロッカーナンバー・89       |
| 1973年02月18日 | 走れ!バイク                |
| 1973年02月25日 | ちび博士のロボット         |
| 1973年03月04日 | アリ少年とらくだのマハリ 1 |
| 1973年03月11日 | アリ少年とらくだのマハリ 2 |
| 1973年03月18日 | ホバークラフト競争         |
| 1973年04月01日 | 少年探偵海をゆく           |

### 特集番組
- 曜日：日曜日

| 放送日         | 時間        | タイトル           | 出典  |
| -------------- | ----------- | ------------------ | ----- |
| 1968年08月04日 | 18:00-18:49 | 昆虫の世界         | [ 1 ] |
| 1969年05月04日 | 17:40-18:00 | カッパのチェシルコ | [ 2 ] |
| 1969年05月04日 | 18:00-18:49 | おばけタマゴ       | [ 2 ] |
| 1969年12月28日 | 18:05-18:49 | こおろぎの冒険     | [ 3 ] |
| 1970年05月03日 | 18:00-18:49 | スモーキーベアの歌 | [ 4 ] |

## 太陽の島々
- 原題：Island in the sun
- 司会：ビル・バラド
- 語り：水島弘
- 制作：ビル・バラド・プロ

### 第1期
- 期間：1967年4月9日 - 1967年8月20日
- 時間：日曜日 18:25 - 18:50（25分）
- 回数：12回

| 放送日         | 副題                       |
| -------------- | -------------------------- |
| 1967年04月09日 | 伝説の島コスメル           |
| 1967年04月16日 | サルジニアの洞くつ         |
| 1967年05月07日 | バーミューダ諸島           |
| 1967年05月14日 | リンボの島ジャマイカ       |
| 1967年05月28日 | コルシカ島のうたごえ       |
| 1967年06月04日 | 火山の島シチリア           |
| 1967年06月25日 | ツアモツ島の真珠とり       |
| 1967年07月02日 | 人食い人種の島フィジー諸島 |
| 1967年07月09日 | タヒチ島のバリ祭           |
| 1967年08月06日 | 海底の黒サンゴ             |
| 1967年08月13日 | カーニバルの島アンティガ   |
| 1967年08月20日 | 貿易風の島々               |

### 第2期
- 期間：1968年6月9日 - 1968年10月6日
- 時間：日曜日 18:25 - 18:50（25分）
- 回数：12回

| 放送日         | 副題                           |
| -------------- | ------------------------------ |
| 1968年06月09日 | クインタナ・ルーの宝           |
| 1968年06月16日 | 虹のサンゴ礁                   |
| 1968年06月30日 | カナリア諸島                   |
| 1968年07月07日 | コマイワイ号の旅（フィジー島） |
| 1968年07月28日 | 踊りの島インドネシア           |
| 1968年08月11日 | ロビンソン・クルーソーの島     |
| 1968年08月18日 | タスマニアめぐり               |
| 1968年08月25日 | 小イングランド バルバドス島    |
| 1968年09月08日 | 古代の島々                     |
| 1968年09月22日 | スペイン船マンタンセロス号     |
| 1968年09月29日 | カリプノの旅                   |
| 1968年10月06日 | 海のサーカス                   |

## 世界探検旅行
- 司会：ドナルド・カーチス
- 語り：矢島正明
- 制作：ジョージ・バクナル・プロ

### 第1期
- 期間：1968年6月9日 - 1968年10月6日
- 時間：日曜日 18:00 - 18:25（25分）
- 回数：10回

| 放送日         | 副題                   |
| -------------- | ---------------------- |
| 1968年06月09日 | クーガーいけどり作戦   |
| 1968年06月16日 | 原始動物の大陸         |
| 1968年06月30日 | 最後のフロンティア     |
| 1968年07月07日 | マヤ文明の遺跡         |
| 1968年07月28日 | ズールーランドの白サイ |
| 1968年08月25日 | 黄金の谷               |
| 1968年09月08日 | マト・グロソの猛獣     |
| 1968年09月22日 | ユタの大溪谷           |
| 1968年09月29日 | アンデスの東           |
| 1968年10月06日 | 大空のダイビング       |

### 第2期
- 期間：1969年4月13日 - 1969年8月17日
- 時間：日曜日 18:05 - 18:30（25分）
- 回数：16回

| 放送日         | 副題                     |
| -------------- | ------------------------ |
| 1969年04月13日 | カナダロッキー山脈       |
| 1969年04月20日 | アフリカの象狩り         |
| 1969年04月27日 | 秘境アマゾナス           |
| 1969年05月11日 | 海底のスペイン金貨       |
| 1969年05月18日 | 巨人州テキサス           |
| 1969年05月25日 | 神秘の国アフガニスタン 1 |
| 1969年06月01日 | 神秘の国アフガニスタン 2 |
| 1969年06月15日 | 南米のティグレ狩り       |
| 1969年06月22日 | サハリ1万5千キロ         |
| 1969年06月29日 | 南海の女王の島トンガ     |
| 1969年07月06日 | 奥地飛行                 |
| 1969年07月13日 | アンデス征服             |
| 1969年07月20日 | ユカタン半島             |
| 1969年07月27日 | メキシコの激流にいどむ   |
| 1969年08月10日 | カシミール高原           |
| 1969年08月17日 | カリフォルニア半島       |

## 動物王国
- 期間：1969年10月12日 - 1970年11月8日
- 回数：53回
- 語り：水島弘

| 放送日         | 副題                 |
| -------------- | -------------------- |
| 1969年10月12日 | ツァボのアフリカ象   |
| 1969年10月19日 | サメの恐怖           |
| 1969年10月26日 | アマゾンの狩人       |
| 1969年11月02日 | ナイルのワニ         |
| 1969年11月09日 | ヘリコプター狩り     |
| 1969年11月16日 | ピューマの山         |
| 1969年11月23日 | 大移動               |
| 1969年11月30日 | メキシコの大ぐま     |
| 1969年12月07日 | 羊と犬の国           |
| 1969年12月14日 | ライオンの仲間       |
| 1969年12月21日 | ペンギンの大陸       |
| 1970年01月04日 | 動物のスター         |
| 1970年01月11日 | 東アフリカの旅       |
| 1970年01月18日 | 太平洋のイルカ       |
| 1970年01月25日 | 西部のバッファロー   |
| 1970年02月01日 | イグアナの島         |
| 1970年02月08日 | ジャングルの鳥       |
| 1970年02月15日 | 野性の戦い           |
| 1970年02月22日 | さばくの秘密         |
| 1970年03月01日 | ロバの競走           |
| 1970年03月08日 | アラスカおっとせい   |
| 1970年03月15日 | メキシコのジャガー   |
| 1970年03月29日 | 大さんご礁           |
| 1970年04月05日 | ペリカンの島         |
| 1970年04月12日 | ボルネオのカメ       |
| 1970年04月19日 | ワニのパトロール     |
| 1970年04月26日 | 海のあばれ者         |
| 1970年05月10日 | ウンフォールジ警備隊 |
| 1970年05月17日 | アホウドリの島       |
| 1970年05月24日 | サイを守る           |
| 1970年05月31日 | 森のオランウータン 1 |
| 1970年06月07日 | 森のオランウータン 2 |
| 1970年06月14日 | 動物を守る人々       |
| 1970年06月21日 | ビーバーの世界 1     |
| 1970年06月28日 | ビーバーの世界 2     |
| 1970年07月05日 | アフリカのワニ       |
| 1970年07月12日 | 密林のジャガー       |
| 1970年07月19日 | インドのサイ         |
| 1970年07月26日 | 岩山のピューマ       |
| 1970年08月09日 | 野性のアフリカ       |
| 1970年08月16日 | 大シャコ貝           |
| 1970年08月23日 | アフリカの鳥         |
| 1970年08月30日 | インドの象狩り       |
| 1970年09月06日 | サバンナの一日       |
| 1970年09月13日 | 北極グマ             |
| 1970年09月20日 | コモド島の大トカゲ   |
| 1970年09月27日 | 名馬アパルーサ       |
| 1970年10月04日 | ジャコウウシ         |
| 1970年10月11日 | インドゾウを飼う     |
| 1970年10月18日 | 水泳名人ラッコ       |
| 1970年10月25日 | パナマのジャングル   |
| 1970年11月01日 | 自然のおきて         |
| 1970年11月08日 | 減びゆく動物         |

## 寒い国の動物たち
- 期間：1973年1月14日 - 1973年2月4日
- 時間：日曜日 18:05 - 18:25（20分）
- 回数：4回
- 語り：米倉斉加年
- 制作：カナダ放送協会 CBCテレビジョン

| 放送日         | 副題     |
| -------------- | -------- |
| 1973年01月14日 | 北極ぐま |
| 1973年01月21日 | あざらし |
| 1973年01月28日 | らい鳥   |
| 1973年02月04日 | 白鳥     |